# Barbara Pudło
Barbara Pudło de domo Klepka (ur. 1960 w Lublinie) – polska lekkoatletka, specjalizująca się w biegach na średnich dystansach, 5-krotna mistrzyni Polski, trener II klasy w lekkiej atletyce, instruktor piłki siatkowej i nauki pływania, nauczycielka wychowania fizycznego, wychowawca młodzieży.

## Kariera
W latach 1984–1986 zawodniczka Klubu Sportowego „Start” Lublin.
5-krotna mistrzyni Polski w biegach na 800 m, 1500 m i sztafecie 4 x 400 m.
Reprezentantka Polski w biegach średnich w lekkoatletycznych meczach międzypaństwowych (Francja, Anglia, Niemcy), uczestniczka dwóch Pucharów Europy (Moskwa i Praga) oraz Klubowego Pucharu Europy (Como – Włochy).
W latach 1985–1986 znalazła się w gronie najpopularniejszych sportowców Lublina w plebiscycie „Kuriera Lubelskiego”.
W maju 2014 roku zainicjowała założenie Lubelskiej Grupy Triathlonu, gdzie pełni funkcję wiceprezesa i trenerki biegania.

## Osiągnięcia krajowe
- złoty medal halowych mistrzostw Polski w biegu na 800 metrów (Zabrze 1984)
- złoty medal mistrzostw Polski w sztafecie 4 x 400 metrów (Lublin 1984)
- złoty medal halowych mistrzostw Polski w biegu na 1500 metrów (Zabrze 1985)
- mistrzostwo Polski w biegu na 1500 metrów (Bydgoszcz 1985)
- mistrzostwo Polski w biegu na 1500 metrów (Grudziądz 1986)[3]

## Rekordy życiowe
| Konkurencja           | Rezultat    | Data             | Miejsce   | Uwagi |
| --------------------- | ----------- | ---------------- | --------- | ----- |
| Bieg na 400 metrów    | 0:55,70     | 22 września 1984 | Lublin    |       |
| Bieg na 800 metrów    | 2:04,25     | 19 sierpnia 1985 | Zabrze    |       |
| Bieg na 1000 metrów   | 2:44,83     | 6 września 1985  | Lublin    |       |
| Bieg na 1500 metrów   | 4:14,12     | 18 sierpnia 1985 | Moskwa    |       |
| Bieg na 3000 metrów   | 9:33,00     | 14 sierpnia 1988 | Grudziądz |       |
| Bieg na 10 000 metrów | 37:29,85    | 25 lipca 1993    | Kielce    |       |
| Półmaraton            | 01:22:15,00 | 12 września 1993 | Sochaczew |       |